# نورهام
نورهام (به انگلیسی: Norham) یک روستا و محله مدنی در بریتانیا است که در نورث‌آمبرلند واقع شده‌است. که در جنوب رود توئید و در مرز با اسکاتلند است.

## جمعیت
نورهام ۵۷۹ نفر جمعیت دارد.